# 星空卫视节目列表

## 电视剧
近年来也有播出由中国大陆地区製作的电视剧（如《杜拉拉升职记》、《小爸爸》、《长大》等）。

### 正在播出
- 杜拉拉之似水年华
- 浮沉
- 小日子
- 欢乐颂
- 小欢喜

### 已播毕
- 红豆女之恋
- 春日
- 海神
- 迷迭香
- 天国的阶梯
- 新娘18岁
- 圈套
- 放羊的星星
- 黄真伊
- 我的女孩
- 龙樱
- 米可！go！
- 天使情人
- 原来我不帅
- 流星花园Ⅰ
- 流星花园Ⅱ
- 流星花園Ⅰ
- 流星花园Ⅱ
- 花样男子
- 极道鲜师Ⅰ
- 极道鲜师Ⅱ
- 极道鲜师Ⅲ
- 败犬女王
- 春天华尔兹
- 福气又安康
- 萤之光
- 派遣女王
- 一枝梅
- 生死谜谍IRIS
- 垂涎之岛
- 甜心特工
- 最强七友
- 我的花样继子
- 原来是美男啊
- 桃花小妹
- 蓝海1加1
- 命中注定我爱你
- 三个爸爸一个妈
- 魔女幼熙
- 恶男宅急电
- 黑糖玛奇朵
- 黑糖群侠传
- 霹雳MIT
- 篮球火
- 比赛开始
- 就想賴著妳
- 命中注定我愛你
- 籃球火
- 華麗的挑戰
- 被称为神的男人
- 富翁的诞生
- 国民英雄
- 玛丽外宿中
- 震撼鲜师
- 梦想高飞
- 秘密花园
- 爱似百汇
- Miss Ripley
- 童颜美女
- 职场之神
- 黄金鱼
- 欲望的火花
- 能听见我的心吗？
- 我也是花
- 拥抱太阳的月亮
- 不可阻挡的High Kick！
- 极道鲜师III终极毕业
- 绝对男友特别版
- 向左走向爱走
- 错恨
- 我的左手右手
- 假如幸福来临
- 女人要过好日子
- 流氓继承者
- 红蔷薇
- 可疑的三兄弟
- 再见老婆大人
- 九尾狐姐姐传
- 推奴
- 漂亮女人
- 爱情公寓系列
- 冲出迷雾
- 断奶

## 動漫
名为《星空动漫先锋》。安排在北京时间下午17:40至19:30播映，另外分别在白天10:20和晚间21:10各播出一次。
开播初期，所播出的动画片大多数以日本电视动画为主（一般为中文字幕，国语配音），亦有播出韩国和欧美地区制作的电视动画。2020年后，由于中国大陆广电当局的境外动画片引进播出政策等原因，现时播出的动画片主要以中国大陆电视台所播出的电视动画片为主（使用普通话原声）。

### 正在播出
- 赛尔号动画系列
- 豆小鸭系列动画短片（如《豆小鸭探险小窍门》，一般于北京时间21点播映）
- 汪汪队立大功 (即将全国出动首播)

### 已播毕
- 小魔女Doremi
- 哆啦A梦（水田版）
- Q版三国
- 东京猫猫
- 火影忍者（全国首播）
- 好丽友PORORO
- 水果篮（全国首播）
- 魔法学园（日版）（全国首播）
- 魔法咪路咪路（全国首播）
- 犬夜叉（全国首播）
- 魔法学园（韩版）（全国首播）
- 鬼马小精灵儿童教育系列 （全国首播）
- 百变小樱（第一季）（華視版本）（全国首播）
- 魔女的考验（全国首播）
- 灌篮少年
- 花田少年史（全国首播）
- 变形金刚-塞伯坦传奇（全国首播）
- 名侦探柯南（全国首播）
- 变形金刚-雷霆舰队（全国首播）
- 魔法咪路咪路
- 魔兵传奇（全国首播）
- 火影忍者疾风传（全国首播）
- 魔兵传奇
- 名侦探柯南
- 海贼王
- 樱桃小丸子（595起）
- 城市猎人（全国首播）
- 开心宝贝系列
- 彩虹宝宝
- 小鸡彩虹
- 洛宝贝
- 奇趣特工队系列
- 星际家族之安全少年团（第一、二季）
- 灵草小战士
- 铁臂阿童木之地球小英雄（全国首播）
- 冒险小王子

## 电影
一般情况下，大多数分别安排于白天或晚间时段播出，主要以由香港制作的影片为主。

### 正在播出
- 瘋狂大老千
- 女校風雲之邪教入侵
- 最佳拍檔
- 最佳拍檔之女皇密令
- 最佳拍檔之大顯神通
- 最佳拍檔之千里救差婆
- 最佳拍檔之醉街拍檔
- 新最佳拍檔
- 奇謀妙計五福星
- A計劃
- A計劃續集
- 飛虎奇兵
- 搭錯車
- 勝者為王
- 阿郎的故事
- 警察故事
- 警察故事續集
- 警察故事3超級警察
- 新警察故事
- 爆裂都市
- 猛龍
- 黑金
- 英雄本色
- 英雄本色II
- 英雄本色III夕陽之歌
- 新英雄本色
- 縱橫四海
- 寶貝計劃
- 老夫子2001
- 情迷大話王
- 福星高照
- 夏日福星
- 飛龍猛將
- 豪門夜宴
- 雙龍會
- 西藏小子
- 四大天王
- 天作之盒
- 紫雨风暴
- 公元2000AD
- 特警新人類
- 特警新人類2
- Bad Boy特攻
- 開心鬼
- 開心鬼放暑假
- 開心鬼撞鬼
- 開心鬼救開心鬼
- 開心鬼上錯身

## 综艺

### 正在播出
- 中国新歌声
- 了不起的长城
- 了不起的沙发
- 即刻电音
- 爱情找对门
- 国货潮起来
- 出发吧，世博！
- 唱给世界听
- 这就是街舞
- 蒙面唱将猜猜猜（第四季）

### 已播毕的自制节目
| 节目                  | 类型       | 主持                 | 备注                   |
| --------------------- | ---------- | -------------------- | ---------------------- |
| 美人关                | 男性选秀   | 周野芒/林栋甫/孙国庆 |                        |
| 星空不夜城/不夜城     | 脱口秀     | 孙国庆               |                        |
| 人小鬼大              | 脱口秀     | 孙国庆               |                        |
| 天网追击              | 法律纪实   | 王安生               |                        |
| 食神蒸霸              | 美食       | 刘仪伟、曹启泰       |                        |
| 魔星高照              | 魔术       | 刘谦、杨杰           |                        |
| 拍案惊奇30分          | 法庭栏目剧 | 李晓静               |                        |
| 星空妙管家/妙管家     | 生活资讯   | 谢珊、胡靖筠         |                        |
| 星空挑战极限/挑战极限 | 游戏竞技   | 天天/赵宏毅          | 仿照《谁敢来挑战》     |
| IQ180                 | 游戏竞技   | 天天                 |                        |
| 桑兰2008              | 体育资讯   | 桑兰                 |                        |
| 劲爆车坛              | 汽车资讯   |                      |                        |
| 钢铁战士              | 机器人竞技 | 汪译男               | 仿照《超暴力激斗》     |
| 星空热舞俱乐部        | 舞蹈竞技   | 扬扬                 |                        |
| 星空舞状元/舞状元     | 舞蹈竞技   | 扬扬、金星、曹启泰   |                        |
| 超级星期舞            | 舞蹈竞技   | 扬扬、张宇           |                        |
| 手术直播室            | 医疗       |                      |                        |
| 爱情大挑战            | 爱情竞技   | 谢珊、汪译男         |                        |
| 来电对对碰            | 爱情竞技   |                      |                        |
| 勇往直前              | 户外竞技   |                      | 仿照《极速前进》       |
| 中国越来越好玩        | 旅游资讯   |                      |                        |
| 星碰大满贯            | 游戏竞技   |                      |                        |
| 校园疯神榜            | 校园真人秀 |                      | 仿照日本《校园疯神榜》 |
| 星空8爪娱             | 娱乐资讯   |                      | 后被《星空直播间》取代 |
| 金星撞火星            | 脱口秀     | 金星                 |                        |

### 已播毕的外购节目
- 我爱黑涩会
- 模范棒棒堂
- 冒险王
- 欢乐幸运星
- 麻辣天后宫
- 国光帮帮忙
- 呖咕呖咕乐翻天
- 天才GO GO GO
- 天才向前冲
- 全家乐翻天（《美国家庭滑稽录像》）
- 美国偶像

## 纪录片
- 纪录中国
- 我们走在大路上
- 百年大党——老外讲故事（由上海广播电视台负责制作）